# 豊島大橋
豊島大橋（とよしまおおはし）は、広島県呉市の豊島と上蒲刈島をむすぶ広島県道356号豊浜蒲刈線の橋長903.2 m（メートル）の吊橋。2008年（平成20年）全建賞道路部門受賞、同年土木学会田中賞作品部門受賞。

## 概要
2008年（平成20年）11月18日供用開始。総事業費240億円。日本国内にある本格的な吊橋において、この橋は21世紀初竣工のものである。愛称はこの地域で古くから親しまれ県鳥でもあるアビから「アビ大橋」と付けられている。
県の「安芸灘諸島連絡架橋」事業に伴い整備された橋であり、広島県道356号豊浜蒲刈線として架橋された。仮称は「安芸灘3号橋」であった。上蒲刈島側に大浦トンネルが隣接している。なお道路名でも分かる通り、管理上の起点は豊島側つまり呉市本土側からみて反対方向になる。
計画当初は安芸灘大橋と共に有料道路とする予定だったが、交通量予測と維持管理費・料金徴収にかかる人件費を勘案した結果デメリットの方が大きいと判断され、無料の一般道として開通することになった。この橋の開通により本州から愛媛県今治市の岡村島までの一連の安芸灘諸島が橋でつながることになり、整備した県は観光面のみならず特に救急医療面でのメリットを強調している。

## 構造

### 諸元
- 形式 - 鋼3径間連続少数鈑桁橋 + 鋼単径間吊橋 +鋼4径間連続2主箱桁橋
- 活荷重 - B活荷重
- 橋長 - 903.200 m
  - 支間割 -  ( 41.000 m + 41.600 m + 41.200 m ) +533.000 + ( 3×59.500 m + 58.500 m )
  - 主塔間隔 - 540.000 m
- 幅員
  - 総幅員 - 13.000 m
  - 有効幅員 - 9.850 m
  - 車道 - 7.250 m
  - 歩道 - 片側2.000 m
- 総鋼重 - 2,767 t
- 主塔高 : 109.500 m
- 航路限界 : 50.0 m[1]
- 床版 - 鋼床版
- 施工 - 三菱重工鉄構エンジニアリング[注釈 1]・宮地鐵工所[注釈 2]JV（吊橋部） ・横河ブリッジ（A1 - P2）
- 架設工法 - リフティングビーム・直下吊り工法（吊橋部）・手延べなし送出し工法（A1 - P2）

### 特徴
この海峡には、桁下50 m×可航幅540 mと安芸灘大橋と同等の航路限界が設定された。そのため長大橋として架橋することが決まり、その中で吊橋に決定した。
上記の通り、日本における21世紀初の吊橋となったこの橋において、コスト削減を前提とした最新の技術が用いられており、いくつか世界でも初の試みが導入されている。
1. 主ケーブルは一般的な5 mm素線ではなく7 mmを用いたエアスピニング工法[1][5]。
2. 補剛桁・主塔のおける耐風安定性の工夫[5]。
3. ケーブル・補剛桁・主塔の内部を防錆対策として送気乾燥システムを導入。これは斜張橋である新尾道大橋で先行導入したもの[6]を、吊橋において世界で初めて導入したもの[1][5]。

また、堅固な地盤を利用して岩着式アンカレイジを採用したのも国内初のこととなった。

## ギャラリー

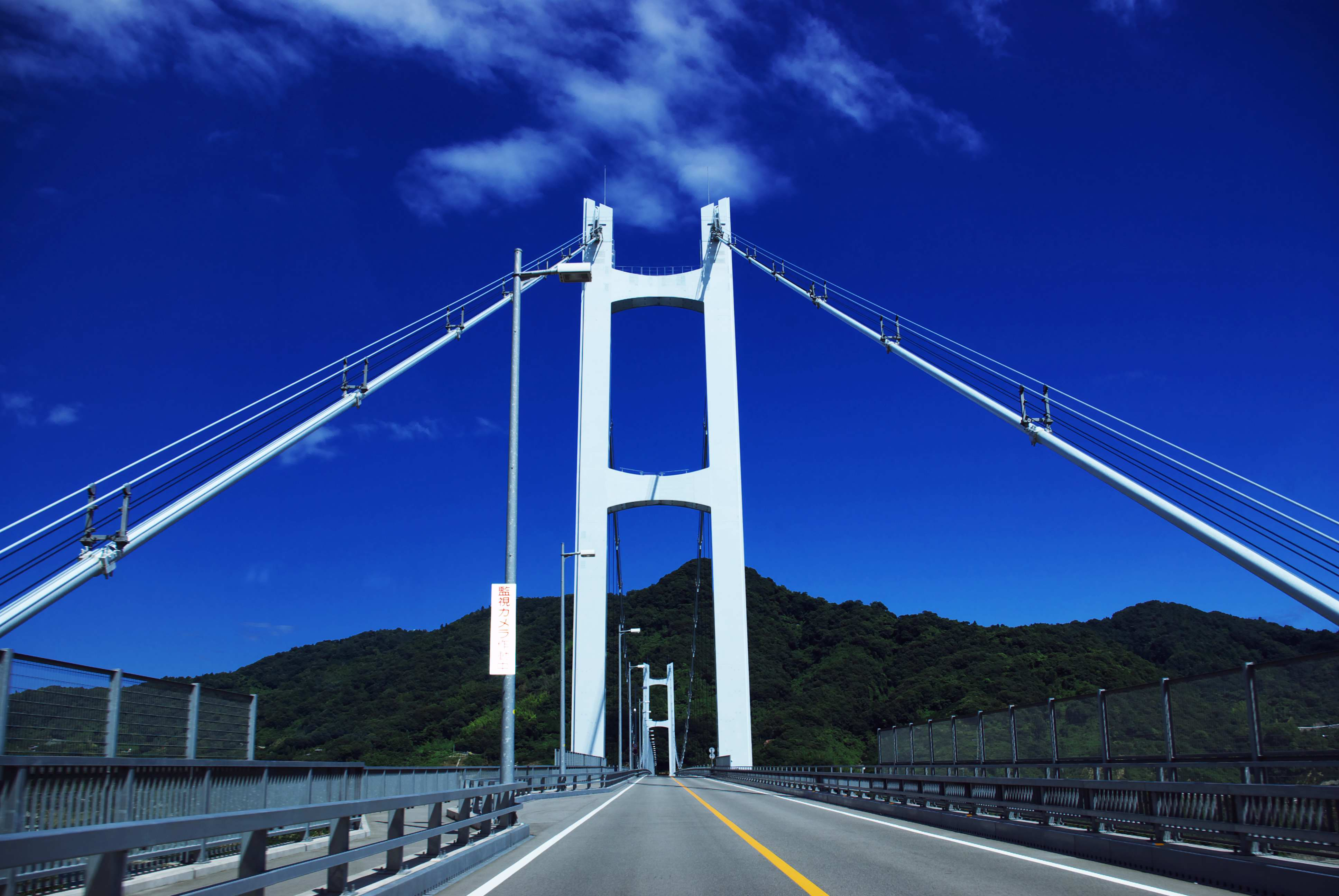
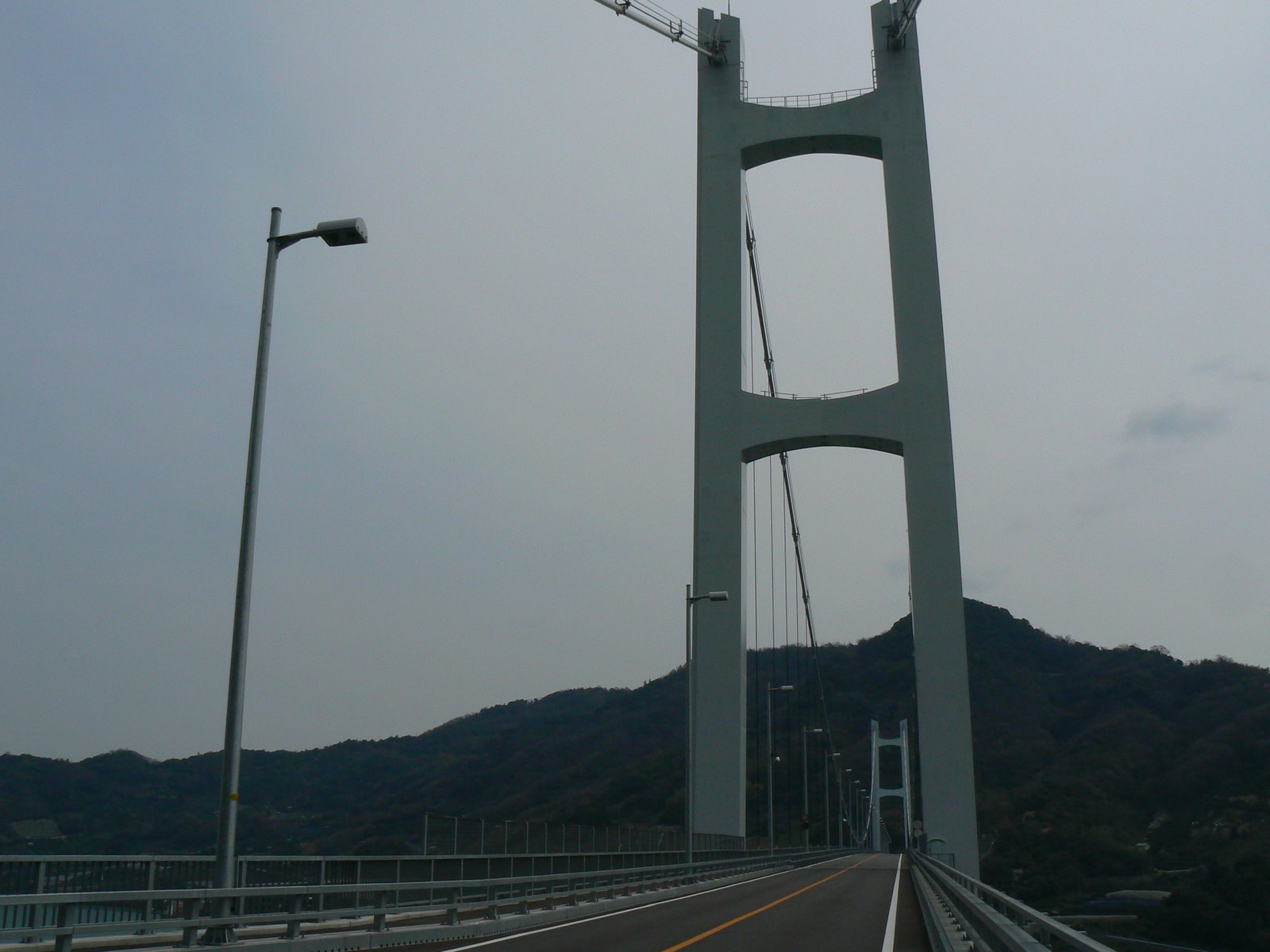
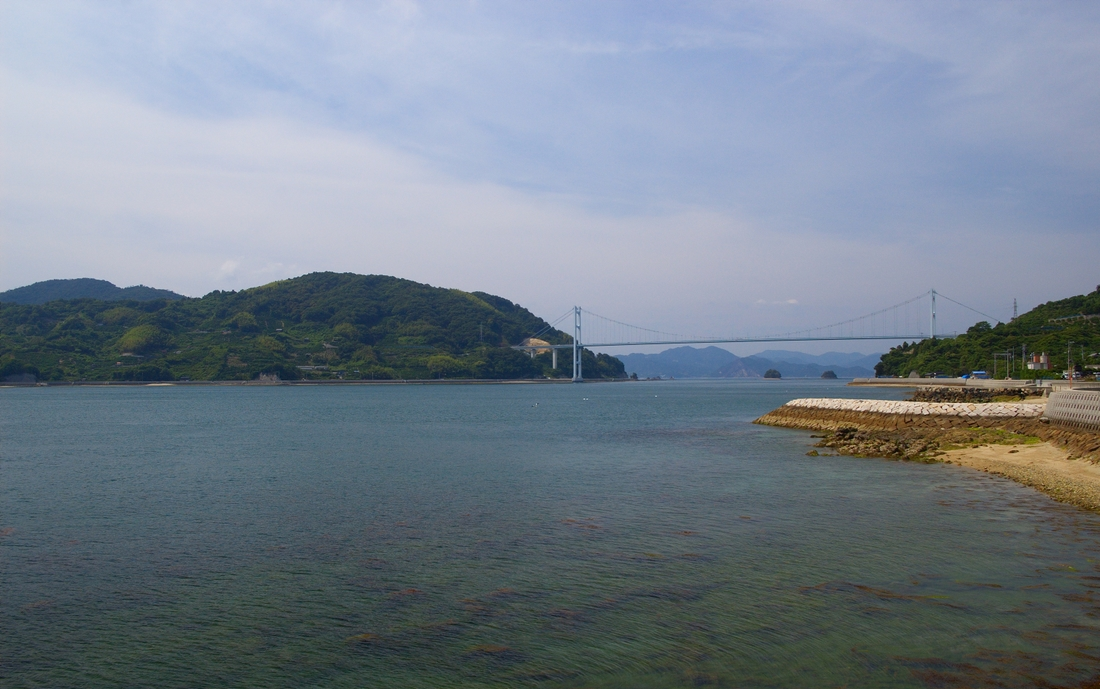
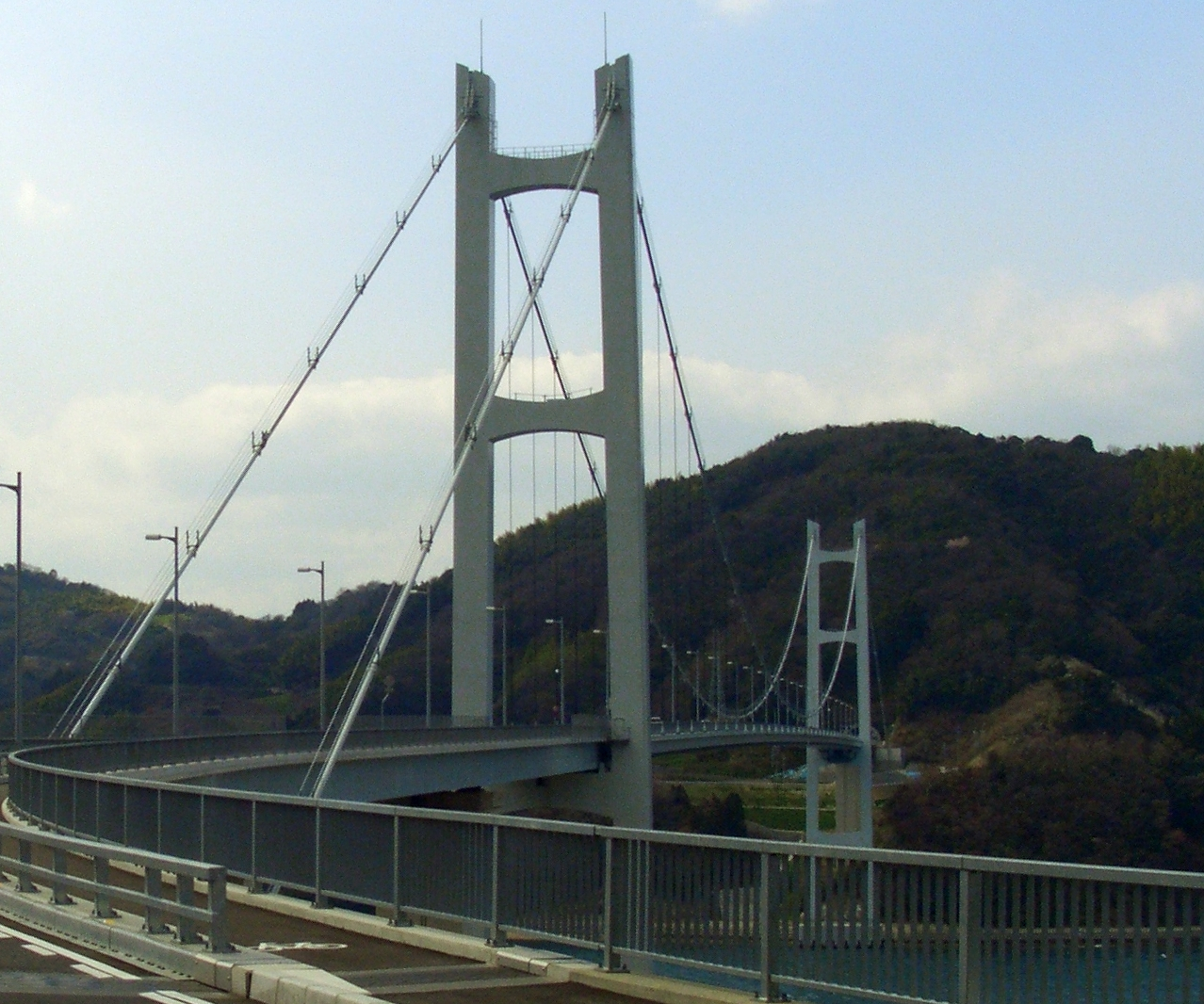
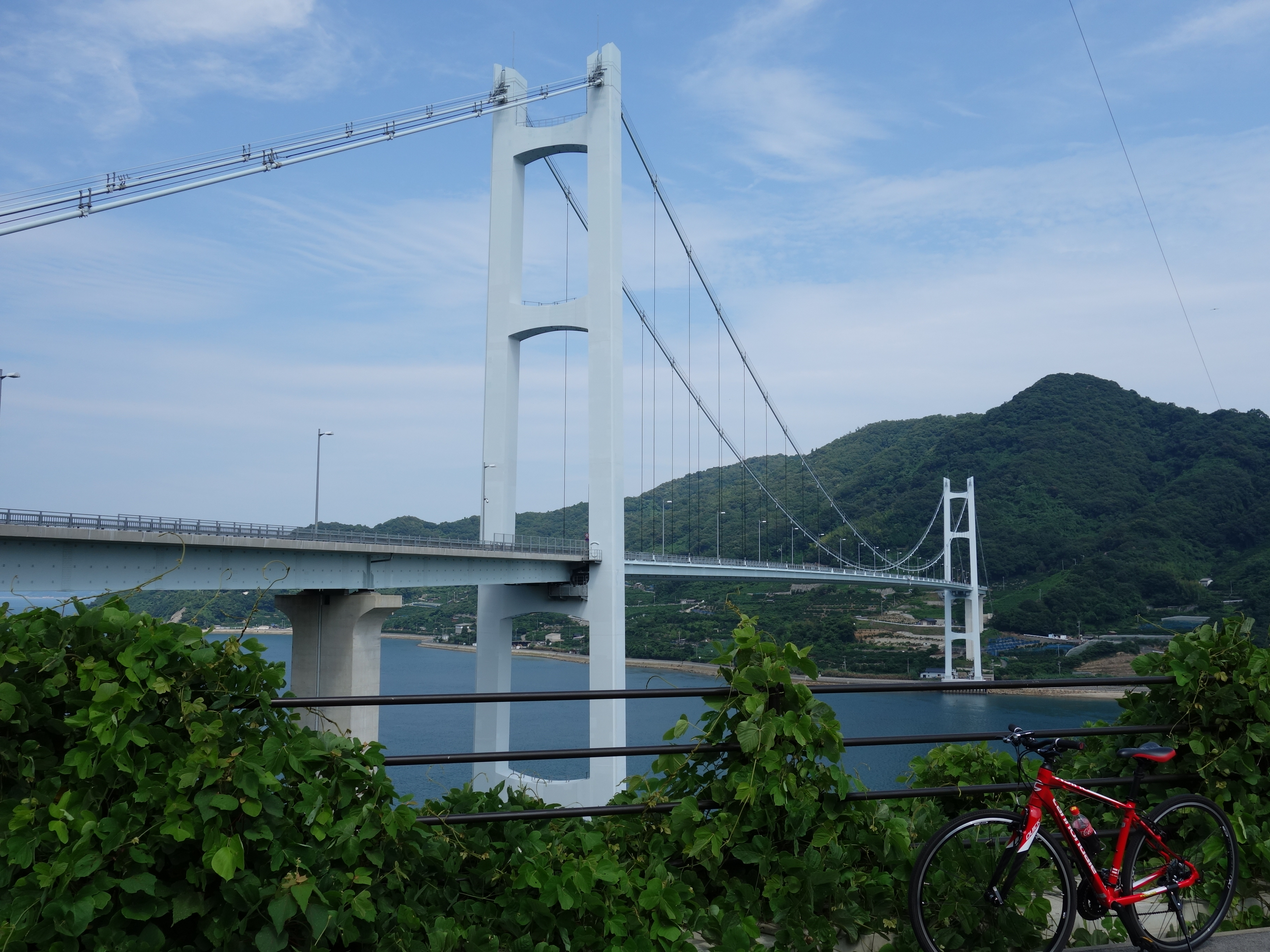
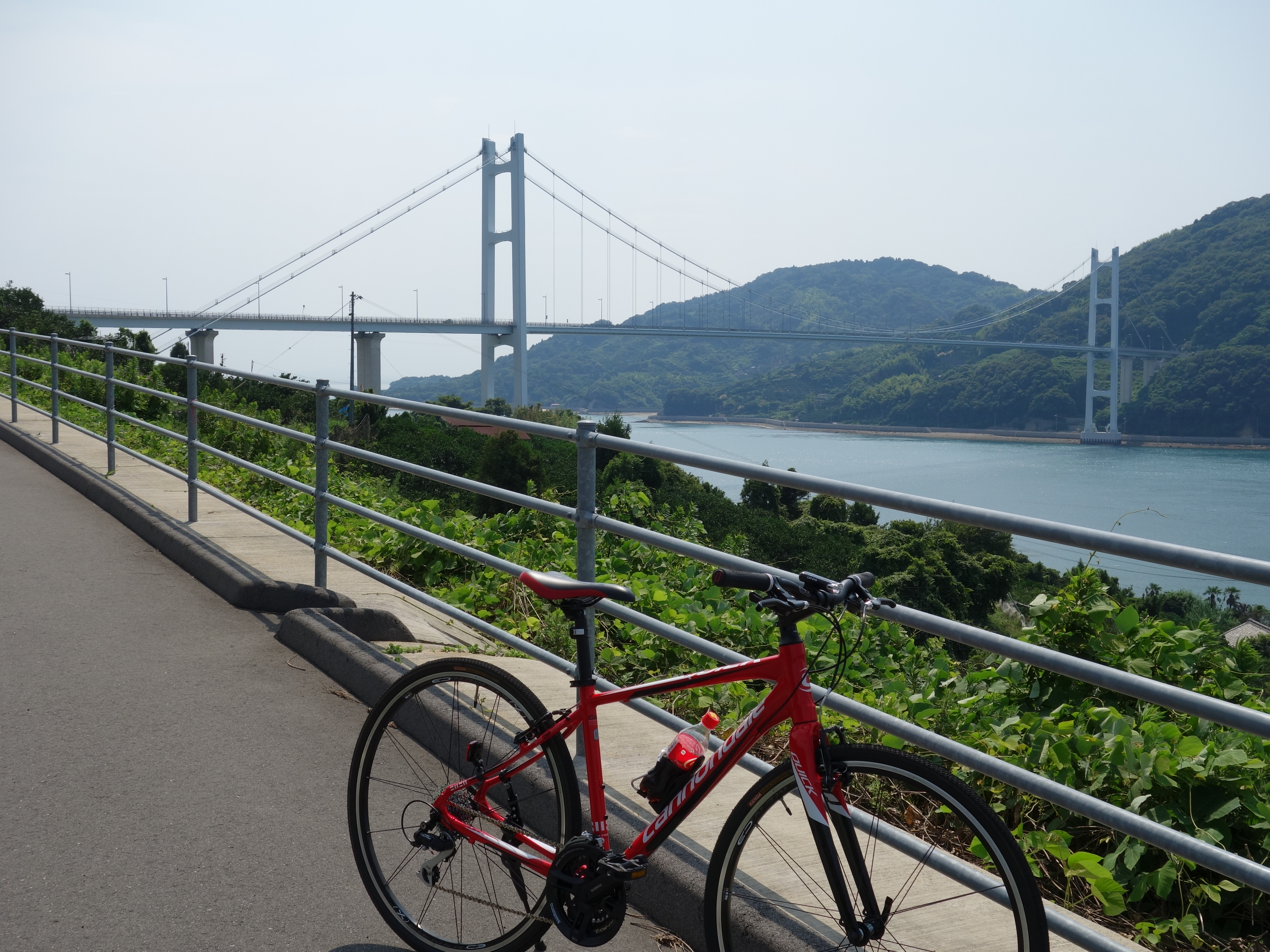